# Transformació de Bogoliubov
En física teòrica, la transformació de Bogoliubov, també coneguda com a transformació de Bogoliubov-Valatin, va ser desenvolupada de manera independent el 1958 per Nikolay Bogolyubov i John George Valatin per trobar solucions de la teoria BCS en un sistema homogeni. La transformació de Bogoliubov és un isomorfisme de l'àlgebra de relació de commutació canònica o de l'àlgebra de relació d'anticommutació canònica. Això indueix una autoequivalència en les representacions respectives. La transformació de Bogoliubov s'utilitza sovint per diagonalitzar els hamiltonians, la qual cosa dona les solucions estacionàries de l'equació de Schrödinger corresponent. La transformació de Bogoliubov també és important per entendre l'efecte Unruh, la radiació Hawking, la radiació Davies-Fulling (model de mirall mòbil), els efectes d'aparellament en física nuclear i molts altres temes.
La transformació de Bogooliubov s'utilitza sovint per diagonalitzar els hamiltonians, amb una transformació corresponent de la funció d'estat. Per tant, els valors propis de l'operador calculats amb l'hammiltonià diagonalitzat a la funció d'estat transformada són els mateixos que abans.

## Exemple de mode bosònic únic
Considereu la relació de commutació canònica per als operadors de creació i aniquilació bosònics en la base de l'oscil·lador harmònic
{\displaystyle \left[{\hat {a}},{\hat {a}}^{\dagger }\right]=1.}
Es defineix un nou parell d'operadors
{\displaystyle {\hat {b}}=u{\hat {a}}+v{\hat {a}}^{\dagger },}
{\displaystyle {\hat {b}}^{\dagger }=u^{*}{\hat {a}}^{\dagger }+v^{*}{\hat {a}},}
per als nombres complexos u i v, on aquest últim és el conjugat hermitià del primer.
La transformació de Bogooliubov és la transformació canònica que mapeja els operadors {\displaystyle {\hat {a}}} i {\displaystyle {\hat {a}}^{\dagger }} a {\displaystyle {\hat {b}}} i {\displaystyle {\hat {b}}^{\dagger }}. Per trobar les condicions de les constants u i v de manera que la transformació sigui canònica, s'avalua el commutador, és a dir,
{\displaystyle \left[{\hat {b}},{\hat {b}}^{\dagger }\right]=\left[u{\hat {a}}+v{\hat {a}}^{\dagger },u^{*}{\hat {a}}^{\dagger }+v^{*}{\hat {a}}\right]=\cdots =\left(|u|^{2}-|v|^{2}\right)\left[{\hat {a}},{\hat {a}}^{\dagger }\right].}
Aleshores és evident que {\displaystyle |u|^{2}-|v|^{2}=1} és la condició per a la qual la transformació és canònica.
Atès que la forma d'aquesta condició suggereix la identitat hiperbòlica
{\displaystyle \cosh ^{2}x-\sinh ^{2}x=1,}
les constants u i v poden parametritzar fàcilment com
{\displaystyle u=e^{i\theta _{1}}\cosh r,}
{\displaystyle v=e^{i\theta _{2}}\sinh r.}
Això s'interpreta com una transformació simplèctica lineal de l'espai de fases. En comparar amb la descomposició de Bloch-Messiah, els dos angles {\displaystyle \theta _{1}} i {\displaystyle \theta _{2}} corresponen a les transformacions simplèctiques ortogonals (és a dir, rotacions) i al factor de compressió {\displaystyle r} correspon a la transformació diagonal.

### Aplicacions
L'aplicació més destacada és del mateix Nikolai Bogoliubov en el context de la superfluidesa. Altres aplicacions inclouen hamiltonians i excitacions en la teoria de l'antiferromagnetisme. Quan es calcula la teoria quàntica de camps en l'espai-temps corbat, la definició del buit canvia, i és possible una transformació de Bogoliubov entre aquests diferents buits. Això s'utilitza en la derivació de la radiació de Hawking. Les transformades de Bogoliubov també s'utilitzen àmpliament en òptica quàntica, especialment quan es treballa amb unitats gaussianes (com ara divisors de feixos, desplaçadors de fase i operacions de compressió).